# Bolitoglossa nussbaumi
Espèce
Bolitoglossa nussbaumi est une espèce d'urodèles de la famille des Plethodontidae.

## Répartition
Cette espèce est endémique du département de Huehuetenango au Guatemala. Elle se rencontre à 3 259 m d'altitude dans la Sierra de los Cuchumatanes.

## Description
La femelle holotype mesure 88,4 mm de longueur totale dont 53,4 mm de longueur standard et 35,0 mm pour la queue. Les 2 spécimens observés lors de la description originale mesurent en moyenne 91,95 mm dont 40,00 mm pour la queue.

## Étymologie
Cette espèce est nommée en l'honneur de Ronald Archie Nussbaum.

## Publication originale
- Campbell, Smith, Streicher, Acevedo & Brodie, 2010 : New salamanders (Caudata: Plethodontidae) from Guatemala, with miscellaneous notes on known species. Miscellaneous Publications, Museum of Zoology University of Michigan, no 200, p. 1-66.